# La Neuville-sur-Essonne
La Neuville-sur-Essonne ist eine französische Gemeinde mit 345 Einwohnern (Stand 1. Januar 2022) im Département Loiret in der Region Centre-Val de Loire. Sie gehört zum Kanton Le Malesherbois und zum Arrondissement Pithiviers. 

## Lage
Das Gemeindegebiet wird im Norden vom Fluss Essonne begrenzt, in den hier die Rimarde einmündet.
Die Gemeinde grenzt im Norden an Aulnay-la-Rivière, im Nordosten an Ondreville-sur-Essonne, im Osten an Grangermont, im Südosten an Échilleuses, im Süden an Givraines, im Südwesten an Yèvre-la-Ville und im Westen an Estouy.

## Bevölkerungsentwicklung
| Jahr      | 1962 | 1968 | 1975 | 1982 | 1990 | 1999 | 2008 | 2019 |
| --------- | ---- | ---- | ---- | ---- | ---- | ---- | ---- | ---- |
| Einwohner | 252  | 236  | 221  | 243  | 248  | 289  | 350  | 357  |

## Sehenswürdigkeiten
- Ruine des Priorats von La Neuville-sur-Essonne, erbaut im 13. Jahrhundert, Wiederaufbau um 1500, teilweise seit 1928 als Monument historique eingetragen
- Ruine der Kirche Saint-Sulpice de Ligerville aus dem 13. Jahrhundert, seit 1928 als Monument historique eingetragen
- Kirche Saint-Armand, erbaut im 12. Jahrhundert mit Erweiterungen im 15. Jahrhundert, seit 1931 als Monument historique eingetragen
- Gefallenendenkmal

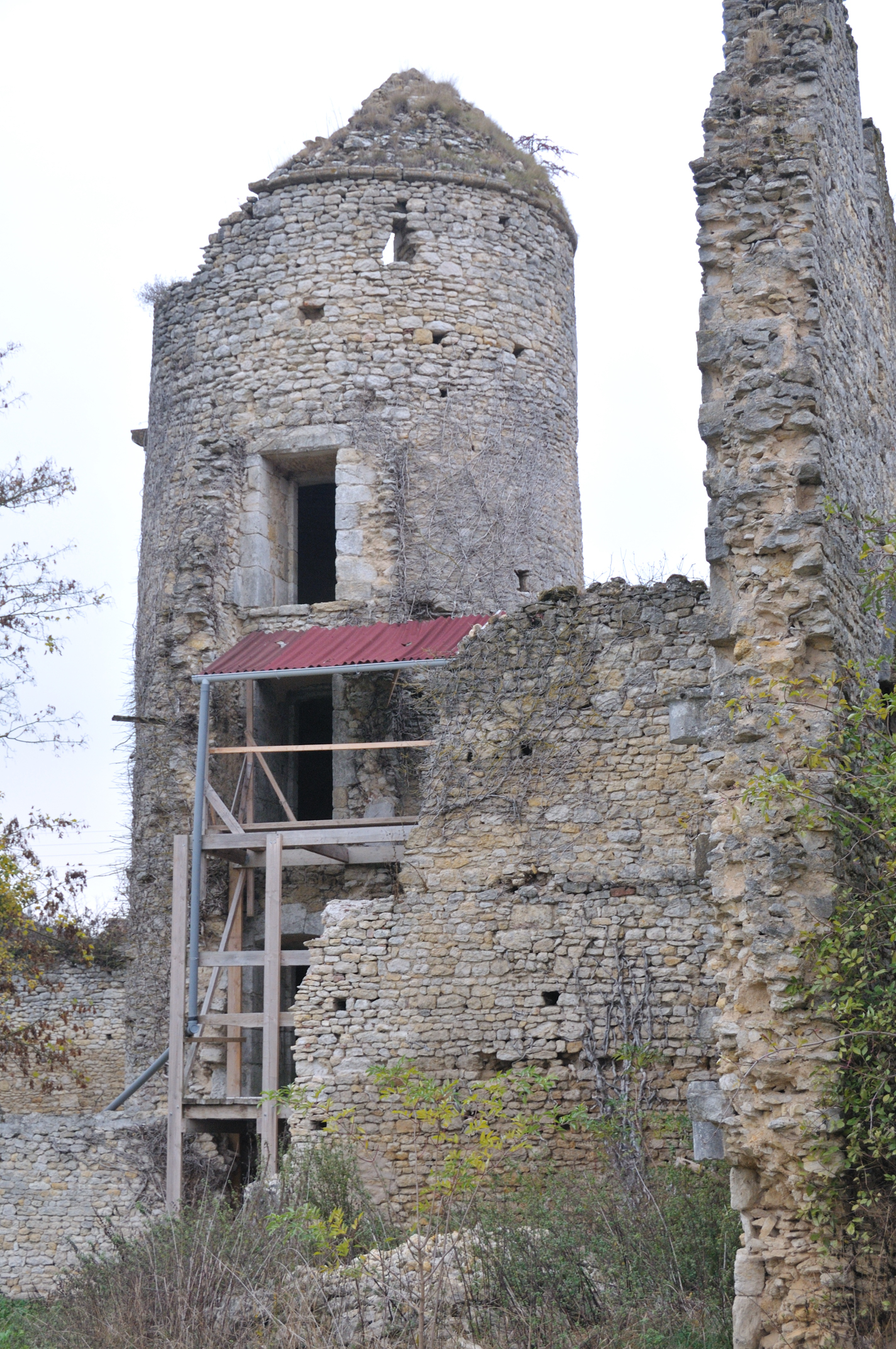
Klosterruine
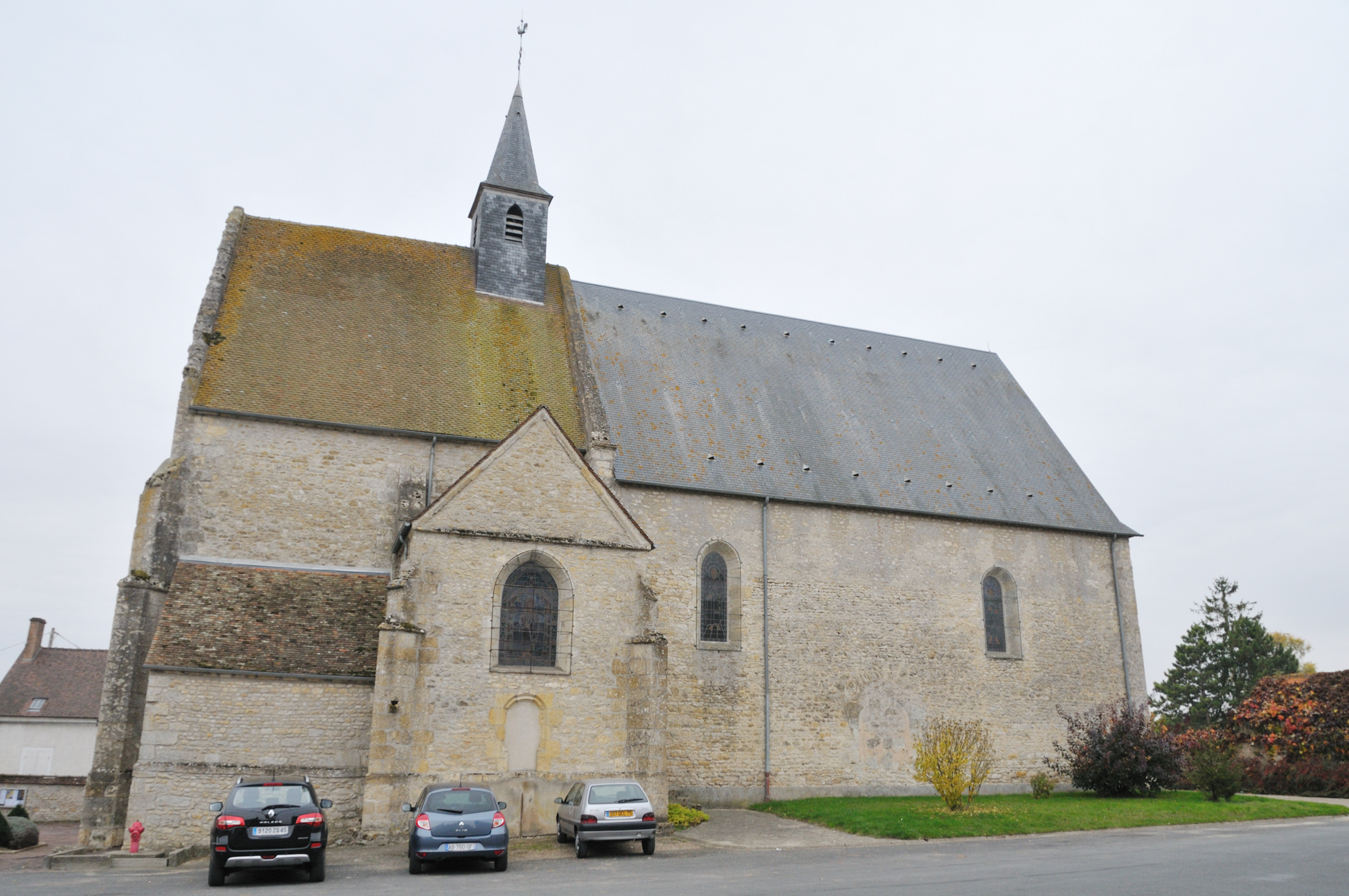
Kirche Saint-Armand